# فأر أبيض القدمين
فأر أبيض القدمين (الاسم العلمي: Peromyscus leucopus)، نوع من القوارض المتوطنة في أمريكا الشمالية من أونتاريو وكيبيك ولابرادور والمقاطعات البحرية (باستثناء جزيرة نيوفاوندلاند) إلى جنوب غرب الولايات المتحدة والمكسيك. في المقاطعات البحرية، موقعها الوحيد الآهل به مُنفصل في جنوب نوفا سكوتيا.